# Anna Avdeeva
Anna Michajlovna Avdeeva (in russo Анна Михайловна Авдеева?; Orenbourg, 6 aprile 1985) è una pesista russa.
Il 30 luglio 2013 è stata trovata positiva ad un test antidoping, presso il campo di allenamento di Podol'sk, all'oral-turinabol, uno steroide anabolizzante.
Il seguito alla positività è stata squalificata dalle competizioni per due anni, dal 5 agosto 2013 al 4 agosto 2015.

## Palmarès
| Anno | Manifestazione    | Sede       | Evento         | Risultato | Misura  | Note                                     |
| ---- | ----------------- | ---------- | -------------- | --------- | ------- | ---------------------------------------- |
| 2002 | Mondiali juniores | Kingston   | Getto del peso | 8ª        | 15,83 m | Miglior prestazione personale            |
| 2003 | Europei juniores  | Tampere    | Getto del peso | Oro       | 16,71 m |                                          |
| 2004 | Mondiali juniores | Grosseto   | Getto del peso | Argento   | 17,13 m | Miglior prestazione personale            |
| 2005 | Europei under 23  | Erfurt     | Getto del peso | 6ª        | 16,52 m |                                          |
| 2005 | Universiadi       | Smirne     | Getto del peso | 8ª        | 16,18 m |                                          |
| 2007 | Europei under 23  | Debrecen   | Getto del peso | Bronzo    | 17,47 m |                                          |
| 2007 | Mondiali          | Osaka      | Getto del peso | 14ª (q)   | 18,19 m |                                          |
| 2008 | Mondiali indoor   | Valencia   | Getto del peso | 12ª       | 17,79 m |                                          |
| 2009 | Europei indoor    | Torino     | Getto del peso | 6ª        | 17,96 m |                                          |
| 2009 | Mondiali          | Berlino    | Getto del peso | 4ª        | 19,66 m |                                          |
| 2010 | Mondiali indoor   | Doha       | Getto del peso | 4ª        | 19,47 m | Miglior prestazione personale            |
| 2010 | Europei           | Barcellona | Getto del peso | Oro       | 19,39 m | Miglior prestazione personale stagionale |
| 2011 | Europei indoor    | Parigi     | Getto del peso | Oro       | 18,70 m |                                          |
| 2011 | Mondiali          | Taegu      | Getto del peso | 6ª        | 19,54 m | Miglior prestazione personale stagionale |
| 2012 | Olimpiadi         | Londra     | Getto del peso | 23ª       | 17,47 m |                                          |

## Altre competizioni internazionali
2010
- Campionati europei a squadre di atletica leggera ( Bergen)